# Храм Августа (Пула)
Храм Августа в Пуле (хорв. Augustov hram) — сохранившийся древнеримский храм на территории современного хорватского города Пула. Храм, посвященный первому римскому императору Октавиану Августу, был, вероятно, построен при его жизни — в период между 27 годом до н. э. и смертью императора в 14 году н. э. Храм был возведён на подиуме и украшен коринфскими колоннами; он имеет размеры примерно 8 на 17,3 метров при высоте в 14 метров. Является одним из двух древнеримских храмов, наиболее полно сохранившихся за пределами современной Италии — наряду с Мезон Карре.